# 柳成勳
柳成勳（：／ Yu Seong-hun，1962年8月14日—）是大韓民國保守派政治人物，現任首爾特別市衿川區區長。

## 選舉
2018年第7屆全國同時地方選舉，在首爾衿川區區廳長選舉中以共同民主黨候選人身份當選。他還在2022年第8次全國同步地方選舉中當選，並成功連任。